# Alina Khan
Pour les articles homonymes, voir Khan (homonymie).
Alina Khan (ourdou : علینہ خان), née en 1996/1997, est une actrice trans pakistanaise connue pour son rôle dans le court-métrage Darling en 2019 puis pour sa participation au film Joyland en 2022. Elle est la première actrice trans à obtenir un premier rôle dans un film au Pakistan.
En mai 2023, elle est couronnée Miss Trans Pakistan 2023 à Lahore.

## Biographie
Assignée garçon à la naissance, Alina Khan passe son enfance à danser habillée avec des vêtements féminins dans sa chambre. Appelée khusra (eunuque), elle est régulièrement battue par sa famille. Faisant son coming-out trans, elle quitte sa famille à l'âge de 13 ans pour vivre selon ses propres choix et intègre une communauté de khwaja-siras où on lui donne trois options pour survivre : faire la manche, se prostituer ou devenir danseuse dans des bigots clandestins. Aimant la danse, elle se tourne vers la troisième option. Dans une interview en 2020, elle raconte : « J'ai toujours voulu jouer dans des films, depuis que je suis enfant. Mais je me suis toujours demandé, comment vont-ils me caster ? Comme un homme ou une femme ? ».
Alina Khan fait ses débuts au cinéma avec le court-métrage de Saim Sadiq, Darling, en 2019 qui raconte l'histoire d'Alina Draling, une jeune aspirante danseuse trans et de son ami Shani, qui est attiré par elle. Elle est choisie grâce à une ONG travaillant avec la communauté trans du Pakistan et a seulement cinq jours pour se préparer au début du tournage. C'est grâce à ce film que sa famille reprend contact avec elle, dix ans après son départ. Sélectionnée lors de la Mostra de Venise 2019, elle remporte le prix Orizzonti du meilleur court-métrage.
En 2022, elle obtient le rôle de Madame Biba, une meneuse de revue trans dans le film Joyland encore une fois sous l'égide de Sadiq. Pour Khan, c'est monumental que Biba soit jouée par une actrice trans, les personnages trans étant normalement joués par des acteurs cis au Pakistan. Premier film pakistanais sélectionné lors du Festival de Cannes 2022, le film est présenté pour la Caméra d'or et la Queer Palm, remportant cette dernière. Joyland remporte également le prix du jury Un certain regard. Quelques semaines plus tard, le film est officiellement soumis à la nomination pour les Oscars du cinéma dans la catégorie Oscar du meilleur film international mais après la censure du film au Pakistan en novembre 2022 à une semaine de sa sortie en salles à la suite de pressions de certains groupes islamiques le considérant comme contraire à l'islam, le film perd tous ses espoirs d'être nommé. Alina Khan répond à cette censure : « Il n'y a rien contre l'Islam et je ne comprends pas comment l'Islam peut être mis en danger par de simples films ». Après une campagne contre, la censure est levée mais le film reste interdit dans le Pendjab où l'histoire se situe.
Le 31 mai 2023 à Lahore, Alina Khan est couronnée Miss Trans Pakistan 2023, le premier concours du pays organisé pour les femmes trans. Ce couronnement lui offre la possibilité de représenter son pays lors d'évènements internationaux.